# Конюхово (Устюженский район)
Конюхово — деревня в Устюженском районе Вологодской области.
Входит в состав Никифоровского сельского поселения, с точки зрения административно-территориального деления — в Никифоровский сельсовет.
Расстояние до районного центра Устюжны по автодороге — 26 км, до центра муниципального образования посёлка Даниловское по прямой — 10 км. Ближайшие населённые пункты — Выползово, Ивановское, Козлово.
Население по данным переписи 2002 года — 17 человек.
В конце 1980-х гг. из деревни Конюхово в деревню Слуды было перевезено здание школы.